# Robert Kulawick
Robert Kulawick, né le 1er février 1986, à Berlin, en Allemagne de l'Ouest, est un joueur allemand de basket-ball. Il évolue au poste d'arrière.

## Palmarès
- Coupe d'Allemagne 2006
- EuroChallenge 2010